# Dongyang
Dongyang (chinesisch 东阳市, Pinyin Dōngyáng Shì) ist eine kreisfreie Stadt im Verwaltungsgebiet der bezirksfreien Stadt Jinhua im Zentrum der chinesischen Provinz Zhejiang. Sie hat eine Fläche von 1.747 Quadratkilometern und zählt 1.087.950 Einwohner (Stand: Zensus 2020).
Die Residenzen der Familie Lu in Dongyang (Dongyang Luzhai 东阳卢宅) und die Hügelgräber von Dongyang (Dongyang tudunmu qun 东阳土墩墓群) stehen seit 1988 bzw. 2006 auf der Liste der Denkmäler der Volksrepublik China.

## Administrative Gliederung
Auf Gemeindeebene setzt sich die kreisfreie Stadt aus sechs Straßenvierteln, elf Großgemeinden und einer Gemeinde zusammen. 

## Persönlichkeiten
- Huang Qiang (* 1963), Politiker
- Hu Hailan (* 1973), Neurowissenschaftlerin